# 特殊化
特殊化（とくしゅか）または特化（とっか、英: specialization、specialisation）は、広く一般に適用できるものを、特定の条件に対して適用できるようにすること。特にその条件に対してよく適用できるようにすること。特殊化の逆は一般化である。
- 論理学においては宣言的知識を獲得する重要な方法である。例えば、万有引力という一般知識を特定の実体に適用することで、「私がこのリンゴを放すと、床に落ちるだろう」というような宣言的知識（あるいは命題）を得る。本稿ではこれについて述べる。
- 生物学では、進化においてより狭い範囲の条件に適応するのを特殊化という。たとえばさまざまな獲物を食べる動物より、特定の獲物だけを狙う動物のほうが食性が特殊化している。これは構造、あるいは習性や行動の特殊化とも対応する。特殊化 (進化)を参照。

## 概要
概念 B が 概念 A の特殊化であるとは、以下が成り立つ場合のみである。
- 概念 B の全てのインスタンスが、概念 A のインスタンスでもある。
- 概念 A のインスタンスの中には、概念 B のインスタンスでないものがある。

例えば、「鳥類」は「動物」の特殊化である。なぜなら、全ての鳥は動物だが、鳥ではない動物も存在するからである（例えば、イヌ）。
論理学では、次のような文が特殊化を誘発するとされる。
「全ての自動車は緑色だ」
そして、以下のような文を引き出すのに使う。
「私の自動車は赤い」
「フレッドの自動車は赤い」